# Washington County (New York)

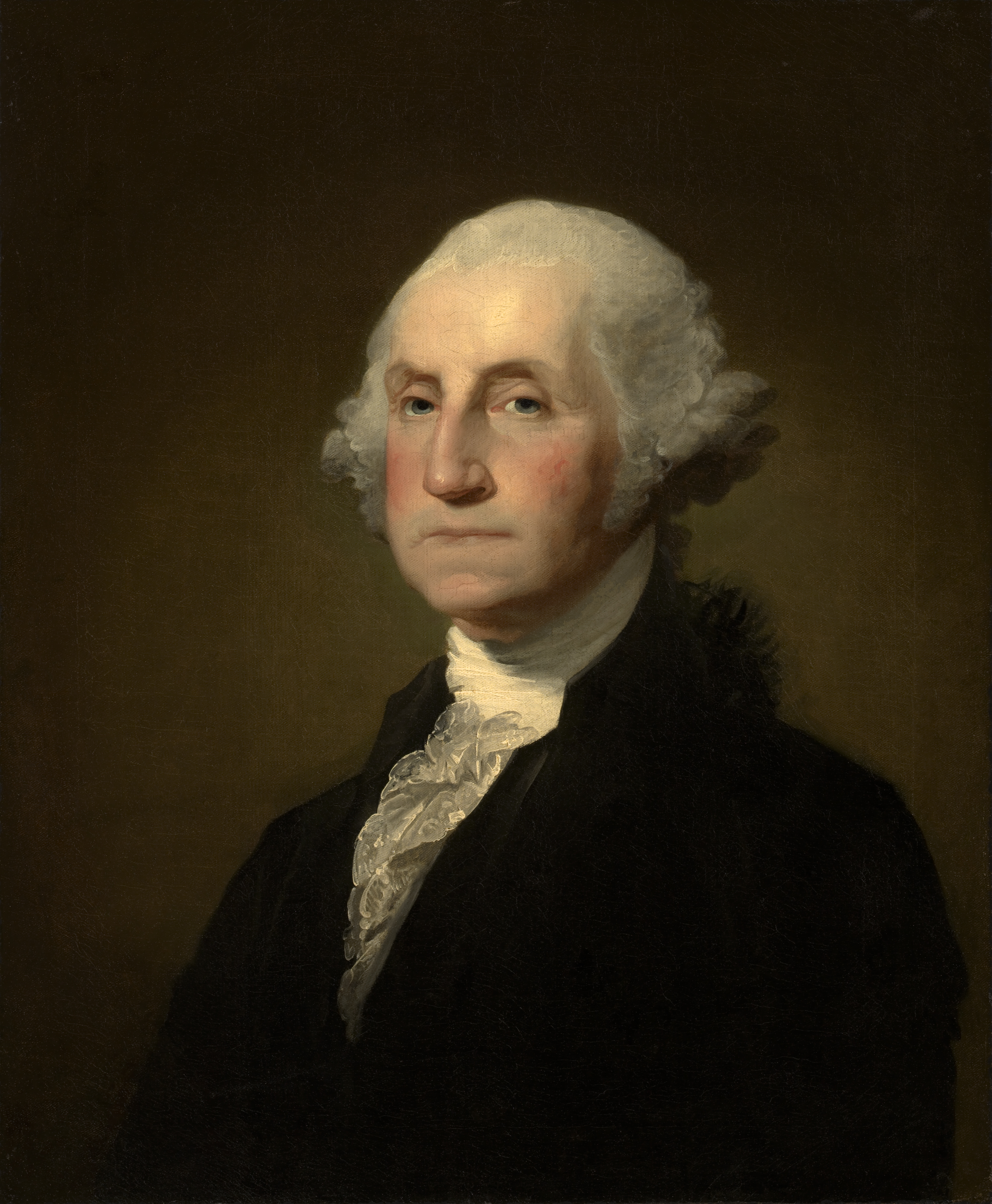
George Washington

Washington County ist ein County im Bundesstaat New York der Vereinigten Staaten. Bei der Volkszählung im Jahr 2020 hatte Washington County 61.302 Einwohner und eine Bevölkerungsdichte von 28,5 Einwohnern pro Quadratkilometer. Der Verwaltungssitz (County Seat) ist seit 1994 Fort Edward; davor war es Hudson Falls.

## Geographie
Das County hat eine Fläche von 2.190,8 Quadratkilometern, wovon 38,1 Quadratkilometer Wasserfläche sind.

### Umliegende Gebiete
| Warren County                 | Essex County      | Rutland County, VT                       |
| Warren County Saratoga County |                   | Rutland County, VT Bennington County, VT |
| Saratoga County               | Rensselaer County | Bennington County, VT                    |

## Geschichte
Das County wurde am 12. März 1772 als Charlotte County aus Albany County gebildet. 1784 wurde es umbenannt in Washington County, nach US-Präsident George Washington.

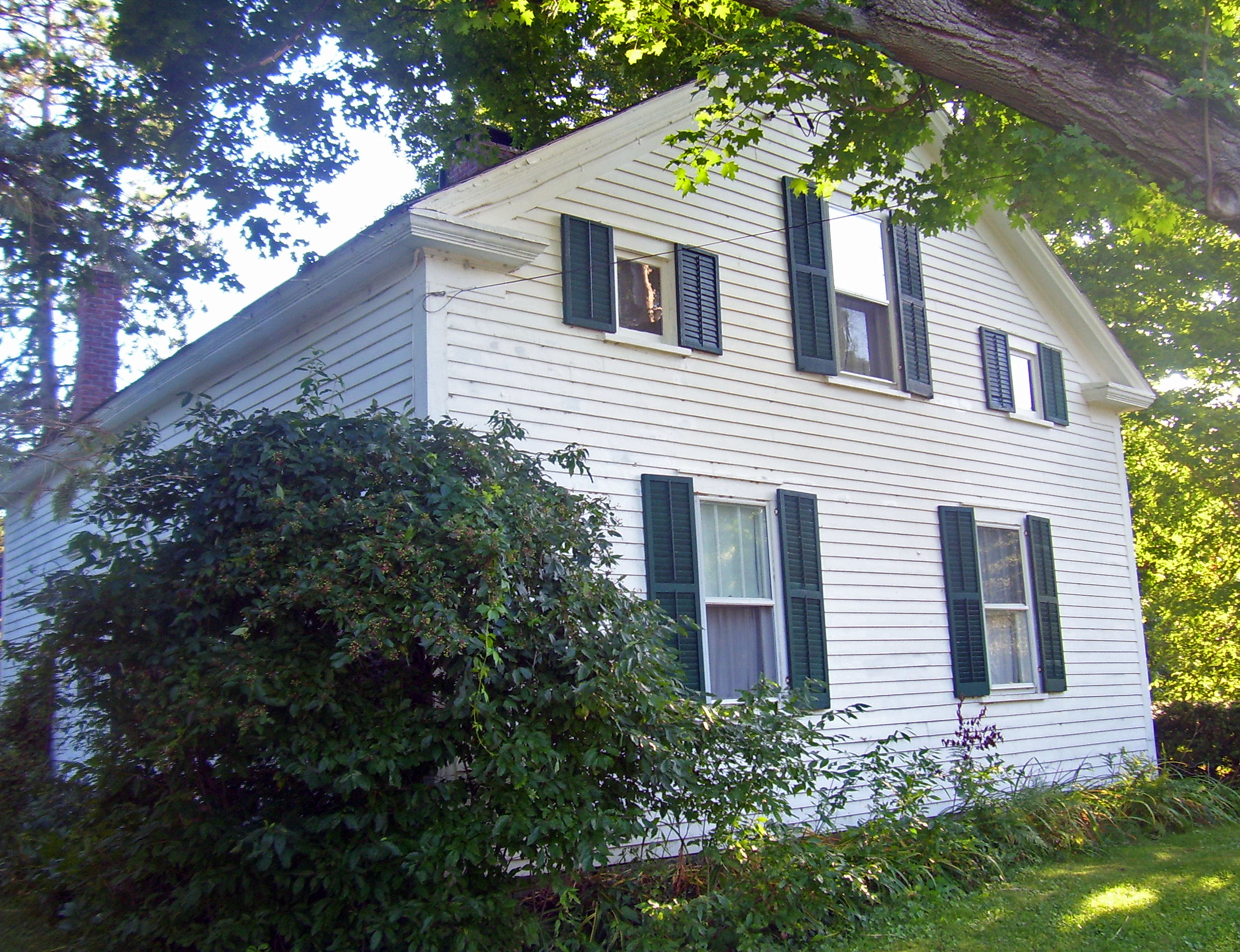
Das Lemuel Haynes House (2008)

Zwei Orte im County haben den Status einer National Historic Landmark, der New York State Barge Canal und das Lemuel Haynes House. 48 Bauwerke und Stätten des Countys sind insgesamt im National Register of Historic Places eingetragen (Stand 21. Februar 2018).

### Einwohnerentwicklung
| Jahr      | 1700   | 1710   | 1720   | 1730   | 1740   | 1750   | 1760   | 1770   | 1780   | 1790   |
| --------- | ------ | ------ | ------ | ------ | ------ | ------ | ------ | ------ | ------ | ------ |
| Einwohner |        |        |        |        |        |        |        |        |        | 14.077 |
| Jahr      | 1800   | 1810   | 1820   | 1830   | 1840   | 1850   | 1860   | 1870   | 1880   | 1890   |
| Einwohner | 35.574 | 44.289 | 38.831 | 42.635 | 41.080 | 44.750 | 45.904 | 49.568 | 47.871 | 45.690 |
| Jahr      | 1900   | 1910   | 1920   | 1930   | 1940   | 1950   | 1960   | 1970   | 1980   | 1990   |
| Einwohner | 45.624 | 47.778 | 44.888 | 46.482 | 46.726 | 47.144 | 48.476 | 52.725 | 54.795 | 59.330 |
| Jahr      | 2000   | 2010   | 2020   | 2030   | 2040   | 2050   | 2060   | 2070   | 2080   | 2090   |
| Einwohner | 61.042 | 63.216 | 61.302 |        |        |        |        |        |        |        |

## Städte und Ortschaften
Zusätzlich zu den 17 unten angeführten selbständigen Gemeinden gibt es im Washington County sieben villages: Argyle, Cambridge, Fort Ann, Fort Edward, Granville, Greenwich, Salem und Whitehall.
| Ortschaft   | Status | Einwohner (2010) | Gesamte Fläche [km²] | Landfläche [km²] | Bevölkerungsdichte [Einwohner / km²] | Gründung      | Besonderheit                                                       |
| ----------- | ------ | ---------------- | -------------------- | ---------------- | ------------------------------------ | ------------- | ------------------------------------------------------------------ |
| Argyle      | town   | 3.782            | 149,7                | 146,4            | 25,8                                 | 21. Mai 1764  | ausgerufen zur Town am 23. März 1786                               |
| Cambridge   | town   | 2.021            | 94,5                 | 94,2             | 21,5                                 | 21. Juli 1761 | ausgerufen zur Town am 7. März 1788                                |
| Dresden     | town   | 652              | 142,4                | 135,3            | 4,8                                  | 15. März 1822 | Gründungsname: South Bay                                           |
| Easton      | town   | 2.336            | 163,8                | 161,4            | 14,5                                 | 3. März 1789  |                                                                    |
| Fort Ann    | town   | 6.190            | 286,9                | 282,3            | 21,9                                 | 23. März 1786 | Gründungsname: Westfield                                           |
| Fort Edward | town   | 6.371            | 71,0                 | 69,0             | 92,3                                 | 10. Apr. 1818 | County Seat                                                        |
| Granville   | town   | 6.669            | 145,3                | 144,0            | 46,3                                 | 23. März 1786 |                                                                    |
| Greenwich   | town   | 4.942            | 114,6                | 113,1            | 43,7                                 | 3. März 1803  |                                                                    |
| Hampton     | town   | 938              | 58,5                 | 57,6             | 16,3                                 | 23. März 1786 |                                                                    |
| Hartford    | town   | 2.269            | 112,6                | 112,4            | 20,2                                 | 12. März 1793 |                                                                    |
| Hebron      | town   | 1.853            | 146,2                | 145,3            | 12,8                                 | 23. März 1786 |                                                                    |
| Jackson     | town   | 1.800            | 97,3                 | 96,2             | 18,7                                 | 17. Apr. 1815 |                                                                    |
| Kingsbury   | town   | 12.671           | 103,6                | 102,8            | 123,3                                | 11. Mai 1762  | ausgerufen zur Town am 23. März 1786                               |
| Putnam      | town   | 609              | 91,7                 | 84,9             | 7,2                                  | 28. Feb. 1800 |                                                                    |
| Salem       | town   | 2.715            | 135,8                | 135,6            | 20,0                                 | 7. Aug. 1764  | ausgerufen zur Town am 23. März 1786                               |
| White Creek | town   | 3.356            | 124,3                | 124,1            | 27,0                                 | 17. Apr. 1815 |                                                                    |
| Whitehall   | town   | 4.042            | 152,6                | 148,1            | 27,3                                 | 12. Nov. 1763 | Gründungsname: Skenesborough; ausgerufen zur Town am 23. März 1786 |